# جواز سفر وهمي

جواز سفر NSK صادر عن NSK State. يُنظر إليه عادةً على أنه عمل فني بدلاً من وثيقة سفر صالحة صادرة عن الحكومة.

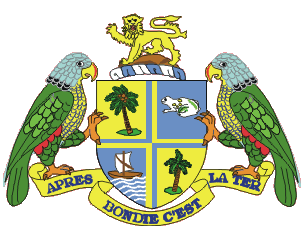
شعار دومينيكا

جواز السفر الوهمي (بالإنجليزية: Camouflage passport) هي وثيقة مصممة لتبدو وكأنها جواز سفر حقيقي، ويكون هذا الجواز صادر باسم دولة أو كيان غير موجود حاليا فقد تكون دولة انتهت أو دولة لم تكن في التاريخ أصلا. قد يتم بيع هذه الجوازات مع مستندات مطابقة للإسم في الجواز الوهمي، مثل رخصة قيادة دولية أو بطاقة عضوية في نادي أو مستندات التأمين أو بطاقة هوية لتدعم موثوقية ذاك الجواز الوهمي. جواز السفر الوهمي ليس جواز سفر حقيقيًا وليس صالحًا ويجب تمييزه عن جواز السفر الثاني وهو جواز يمنح لمستثمر أو يكون يمنح لمن يحمل جنسية مزدوجة، ويجب أيضا التمييز بين جواز السفر الوهمي وجواز السفر الحقيقي المزيف، هناك أيضا جوازات سفر تذكارية خيالية (novelty fantasy passport)، وهي تكون بأسماء مدن أو ولايات ودول لكنها من اللمحة الأولى تظهر نوعا من الكوميديا.

## الأصول
وثائق الهوية المزيفة لها تاريخ طويل، ولكن في عام 1998 نشرت صحيفة فاينانشيال تايمز أن فكرة جواز السفر الوهمي تعود إلى دونا والكر من هيوستن، التي قالت إنها الفكرة خطرت في بالها قبل عشر سنوات عندما تم إطلاق النار على أمريكي كان على متن طائرة مخطوفة بسبب جنسيته التي عُرفت من جواز سفره.
قالت والكر إنها بدأت بسؤال السفارة السريلانكية عما إذا كان لا يزال لديهم حقوق على اسم سيلان Ceylon ، واكتشفت أنهم لا يملكون حقوقًا لذلك الاسم، فذهبت لتسأل وزارة الخارجية الأمريكية عما إذا كان إصدار جواز سفر بهذا الاسم قانونيًا، وهم «لم يتمكنوا أن يقولوا لها أن ذلك أمر غير قانوني». واصلت والكر إنتاج المئات من جوازات السفر بأسماء دول بائدة مختلفة، وكانت تقدم الخدم باسم خدمة الوثائق الدولية (International Documents Service)، ووصفت «أفضل فترة في تجارتها» بأنها كانت أثناء الغزو العراقي للكويت عندما تمكنت مجموعة من المديرين التنفيذيين الأوروبيين لشركات نفطية من استخدام جوازات السفر الوهمية التي صنعتها للمرور عبر نقاط التفتيش العراقية والهروب إلى الأردن.
وقالت إن الفكرة الأساسية في الجوازات الوهمية هي أن تبدو «كرجل غير مثير للاهتمام من بلد غير مثير للاهتمام».

## الإختيارات
يتم إصدار جوازات السفر الوهمية عمومًا باسم البلدان التي لم تعد موجودة أو غيرت اسمها.
غالبًا ما تكون هذه الجوازات بأسماء مستعمرات سابقة غيرت اسمها عند الاستقلال، أو تستخدم أسماء الأماكن أو التقسيمات السياسية الفرعية الموجودة داخل بلد حقيقي ولكنها لم تصدر أو لا يمكنها إصدار جوازات سفر (على سبيل المثال، جزر هبرديس البريطانية وهي جزر قبالة الساحل الغربي لاسكتلندا التي لم تكن أبدا مستقلة).
عادةً ما يكون للأسماء المختارة لجوازات السفر الوهمية ربط مع دول قائمة فإما تكون بإسماء جزر يتبعها اسم دولة لها تايخ استعماري أو اسم لدولة وتم تغييره والتخلي عنه. مثلا بعض الأسماء التي تم استخدامها تشمل:
- غيانا البريطانية (الآن غيانا)
- هبريدس البريطانية (الجزر الواقعة قبالة الساحل الغربي لاسكتلندا والمعروفة باسم «هبريدس»)
- هندوراس البريطانية (بليز الآن)
- هونغ كونغ البريطانية (الآن منطقة إدارية خاصة في الصين باسم هونغ كونغ)
- جزر الهند الغربية البريطانية (لم توجد أبدًا ككيان يصدر جوازات السفر)
- بورما (ميانمار الآن)
- سيلان (الآن سريلانكا)
- غيانا الهولندية (سورينام الآن)
- ساموا الشرقية (ساموا الأمريكية الآن)
- جزر الهند الشرقية الهولندية (إندونيسيا الآن)
- غرناطة الجديدة (يُفترض أنها تعني المستعمرة الإسبانية أو جمهورية غرناطة الجديدة، 1831-1858 ؛ الآن هي كولومبيا وبنما)
- هبريدس الجديدة (الآن فانواتو)
- روديسيا [4] (الآن زمبابوي)
- جنوب فيتنام (الآن فيتنام)
- غينيا الإسبانية (غينيا الاستوائية الآن)
- الاتحاد السوفيتي (مقسم الآن إلى خمس عشرة دولة)
- زنجبار (الآن جزء من تنزانيا)

## أهداف وقانونية جوازات السفر الوهمية
وفقًا لبائعي هذه الجوازات الوهمية فإن الغرض منها هو إعطاء هوية مزيفة للمشترين لإستخدامها في حالات الطوارئ لحماية حامل الجواز من المضايقة عند المعابر الحدودية أو في أي مكان قد يُطلب منه إبراز مستندات هويته والتي يمكن أن تتسبب في خطر عليه. لذلك فإن جواز السفر الوهمي، كما يقولون (الباعة) يهدف في المقام الأول إلى خداع ضابط الجمارك أو الهجرة أو الشرطة للاعتقاد بأن حامله هو شخص من دولة صغيرة غير مهمة وبعيدة وليس من دولة عدوة، أو في حالة مرور هذا الشخص من اراضي يتواجد فيها جهاديون فلن يروا أن حامل ذلك الجواز سيكون رهينة عالية القيمة.
ومع ذلك، يجادل آخرون بأن الهدف الحقيقي من هذه الوثائق الوهمية هو استخدامها في أنشطة إجرامية، بما في ذلك الإرهاب وغسيل الأموال، وأن غالبية جوازات السفر الوهمية يتم شراؤها لهذه الأهداف. وبعد هجمات الحادي عشر من سبتمبر، فرضت الولايات المتحدة قيودًا على بيع جوازات السفر الوهمية،[بحاجة لمصدر] بالرغم من أنه لا يزال امتلاكها قانونيًا في دول مثل أستراليا ونيوزيلندا وجميع دول الاتحاد الأوروبي.[بحاجة لمصدر] وقد تختلف القوانين في أماكن أخرى.

جواز سفر تذكاري (خيالي) المملكة المتحدةصادر عن مدرسة هوغوورتس

في عام 2011، قرر الاتحاد الأوروبي أنه ينبغي وضع «قائمة غير حصرية لجوازات السفر الترفيهية والوهمية المعروفة» التي «لا ينبغي أن تخضع للاعتراف أو عدم الاعتراف حيث يجب ألا يسمح لحامليها عبور الحدود الخارجية بإستعمالها ولا ينبغي اعتماد تلك الجوازات الوهمية بتأشيرات دخول للبلدان». تم نشر قائمة لاحقًا وتم تحديثها آخر مرة في يناير 2014. 

## الباعة
إن منتجي جوازات السفر الوهمية غالبا ما يكونون شركات قائمة على الإنترنت وتتخصص في إنتاج أنواع مختلفة من وثائق التعريف التي قد تكون بأسماء حقيقية أو مزيفة، تشمل الخدمات الأخرى التي يقدمونها: إنشاء الشركات الخارجية (شركات الأوفشور)، وتعريف الزبائن بمقدمي الخدمات المالية والمصرفية الخارجية المماثلة التي تستهدف جميع الأفراد المتنقلين دوليا والمهتمين بتجنب الضرائب واللوائح الحكومية. على الرغم من انسحاب العديد من الشركات من هذا السوق في السنوات الأخيرة استمرت شركات أخرى في العمل، حيث تقدم جوازات سفر تزعم أنها تتضمن علامات الأشعة فوق البنفسجية والصور الهولوغرافية التي تستعمل في الجوازات والهويات الحقيقة لضمان عدم كونها مزورة.

## جوازات سفر ترفيهيه خيالية

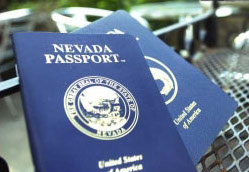
جواز سفر ولاية نيفادا الخيالي

جوازات السفر الخيالية هي وثائق شبيهة بجوازات السفر تصدر كتذكار للإدلاء برأي سياسي أو لإظهار الولاء لقضية سياسية أو قضية أخرى.
مثلا تم إصدار جوازات سفر تذكارية للولايات المتحدة، لولاية نيفادا أو جمهورية تكساس على سبيل المثال، ولكن عادةً ما يتم تمييزها بوضوح على أنها فقط تذكارية وترفيهية.
الامثله تشمل:

تم تصميم بعض جوازات السفر الوهمية لتبدو مشابهه بصريًا لجواز سفر حقيقي.

- أصدرت (إمسام) المؤسسة الحكومية الدولية لاستخدام الطحالب الدقيقة سبيرولينا ضد سوء التغذية (IIMSAM) وهي منظمة بمقعد مراقب في الأمم المتحدة فقط، وثيقة سفر وهمية تشبه وثائق السفر للأمم المتحدة [6] والتي تم وضعها أيضًا على القائمة السوداء من قبل الاتحاد الأوروبي [7]

- أصدر اتحاد إيراكوي جواز سفر إيروكواس والتي حاول فريق لاكروس استخدامها عند المشاركة في المسابقات الدولية.[8]
- جوازات سفر كونش ريبابليك. بعد احتجاجات أُعلن عن دولة مجهرية في مدينة كي ويست بولاية فلوريدا وأنها انفصلت عن الولايات المتحدة في عام 1982.[9]
- جوازات سفر مانشوكو، وقد صدر عن حكومة مانشوكو المؤقتة [10]
- جوازات سفر نيوفاوندلاند، توجد هذة الجوازات التذكارية في متاجر سياحية مختلفة لتكون بمثابة هدايا تذكارية لزوار نيوفاوندلاند ولابرادور. تمثل هذه الثقافة المميزة لأقصى مقاطعة في كندا الشرقية وأقدم مكان للاستعمار الأوروبي في أمريكا الشمالية. كما أنها تذكير بأن نيوفاوندلاند كانت ذات يوم مستعمرة بريطانية مستقلة من نيوفاوندلاند ودومينيون نيوفاوندلاند قبل انصمامها إلى كندا في عام 1949.
- جوازات سفر Neue Slovenische Kunst.[11] صادر عن مجموعة الفن السلوفيني غير الإقليمية التي تناصرها فرقة الروك لايباخ (Laibach).
- جوازات سفر جمهورية تايوان، صادرة عن مجموعات مختلفة تدعم استقلال تايوان.[12] ففي عام 2001، نجح أحد سكان لوس أنجلوس في الحصول على تأشيرة برازيلية على جواز السفر الوهمي هذا، واستخدمها للسفر إلى البرازيل. وذكر في المقابلات الإخبارية أنه لم يواجه أي صعوبات في دخول البلاد بينما على النقيض من ذلك تعرض مسافر معه على نفس الرحلة جاء بـجواز سفر جمهورية الصين (تايوان الآن) «للمضايقة» من المسؤولين البرازيليين، ربما لأنهم خلطوا بينه وبين جواز سفر جمهورية الصين الشعبية حيث اعتقدوا انه من دولة الصين الشعبية.[13] يدعي آخرون أنهم حصلوا بنجاح على تصاريح إقامة في بليز على جوازات سفر وهمية لجمهورية تايوان.[14] [15]
- جواز السفر العالمي، وفقًا لهيئة الخدمة العالمية تم إصداره كوثيقة سفر مقروءة آليًا (Machine-readable passport) بالتعاون مع منظمة الطيران المدني الدولي (ICAO).[16] ومع ذلك، فإن منظمة الطيران المدني الدولي تصف جواز السفر العالمي المقروءة آلياً الذي تستشهد به هيئة الخدمة العالمية على أنه مثال لـ «المستندات الخيالية».[17] [18]

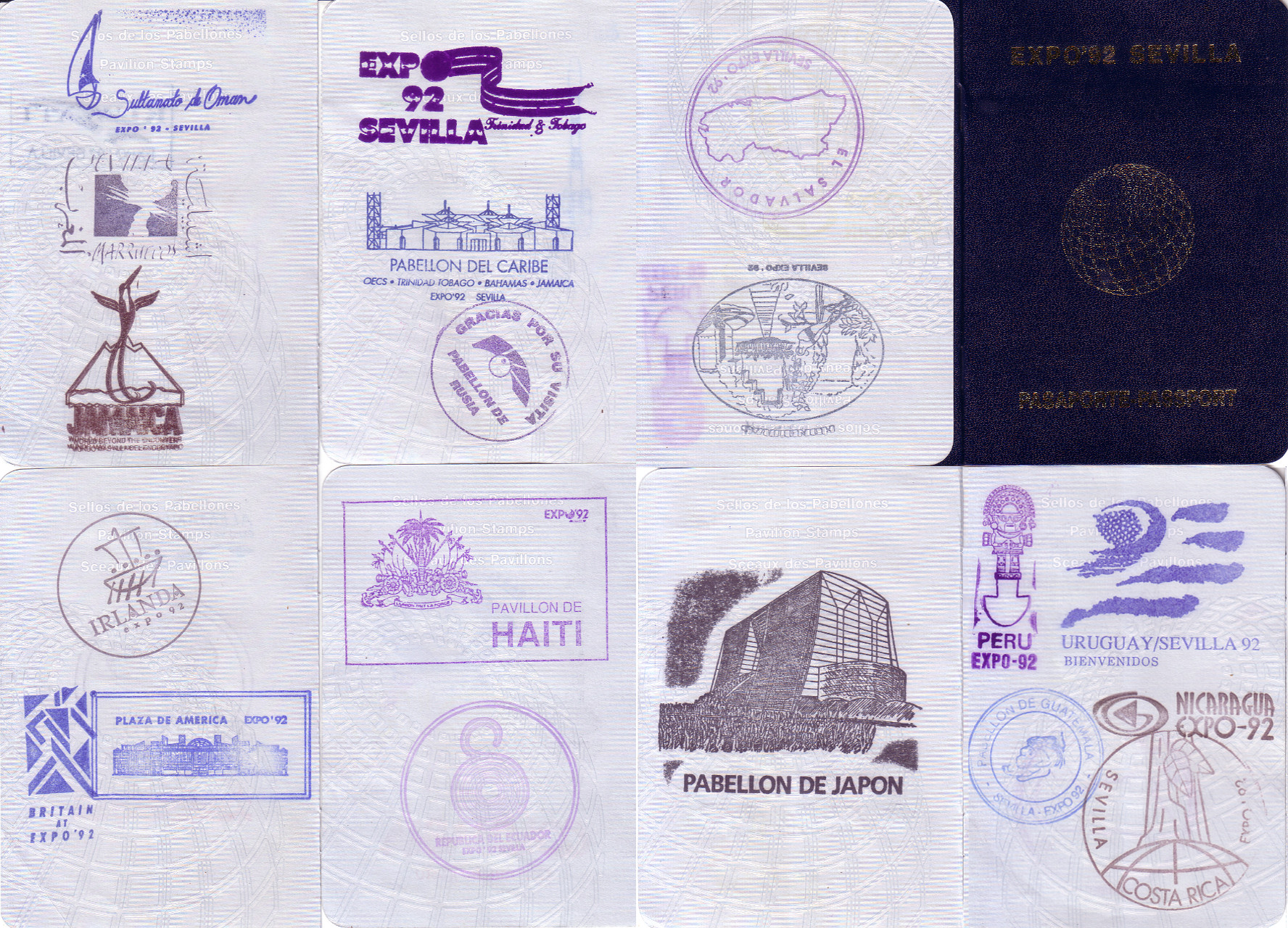
الغلاف وصفحة الطوابع لـ "جواز سفر تذكاري" لمعرض إكسبو الدولي عام 1992

- الغلاف وصفحة الطوابع لـ "جواز سفر تذكاري" لمعرض إكسبو الدولي عام 1992جواز اكسبو أُصدر لأول مرة في إكسبو 67، [19] [20] يعد جواز سفر إكسبو أحد أكثر الهدايا التذكارية شهرة في المعارض العالمية. حيث يمكن للزوار جمع الطوابع على جوازات سفرهم أثناء زيارة الأجنحة في المعرض.
- أصدر البرلمان الدولي للسلامة والسلام «جوازات سفر دبلوماسية».[21] وقد وصفها مجلس الاتحاد الأوروبي وسلطات البرتغال وجزيرة مان ومصادر إخبارية مختلفة بأنها وثائق خيالية.[22] [23] [24]

## روابط خارجية
- جوازات سفر وهمية للبيع من PT Shamrock Ltd. 2001. (الصورة مؤرشفة بواسطة أرشيف الإنترنت)